# Distrito de Topoľčany
El distrito de Topoľčany (en eslovaco Okres Topoľčany) es una unidad administrativa (okres) de Eslovaquia Occidental, situado en la región de Nitra, con 74.089 habitantes (en 2001) y una superficie de 597 km². Su capital es la ciudad de Topoľčany.

## Demografía
| Año        | 1994   | 2004    | 2014    | 2024    |
| ---------- | ------ | ------- | ------- | ------- |
| Población  | 74 298 | 74 058  | 71 586  | 69 278  |
| Diferencia |        | −0,32 % | −3,33 % | −3,22 % |

| Año        | 2023   | 2024    |
| ---------- | ------ | ------- |
| Población  | 69 577 | 69 278  |
| Diferencia |        | −0,42 % |

## Ciudades (población año 2017)
- Topoľčany 25 492

## Municipios
- Ardanovce 203
- Belince 337
- Biskupová 238
- Blesovce 337
- Bojná 2 037
- Čeľadince 450
- Čermany 352
- Chrabrany 757
- Dvorany nad Nitrou 768
- Hajná Nová Ves 335
- Horné Chlebany 369
- Horné Obdokovce 1 517
- Horné Štitáre 541
- Hrušovany 1 101
- Jacovce 1 760
- Kamanová 625
- Koniarovce 632
- Kovarce 1 614
- Krnča 1 334
- Krtovce 303
- Krušovce 1 691
- Kuzmice 703
- Lipovník 320
- Ludanice 1 825
- Lužany 201
- Malé Ripňany 545
- Nemčice 1 008
- Nemečky 317
- Nitrianska Blatnica 1 232
- Nitrianska Streda 768
- Norovce 330
- Oponice 820
- Orešany 324
- Podhradie 293
- Prašice 2 009
- Práznovce 977
- Preseľany 1 424
- Radošina 1 948
- Rajčany 539
- Šalgovce 514
- Solčany 2 465
- Solčianky 268
- Súlovce 500
- Svrbice 191
- Tesáre 721
- Tovarníky 1 480
- Tvrdomestice 449
- Urmince 1 405
- Veľké Dvorany 719
- Veľké Ripňany 2 089
- Velušovce 493
- Vozokany 347
- Závada 600